# سومينو
سومينو أو سومنو (باللغة المصرية: S(w)mnw)، وسميت كذلك سُمنِت، كانت مدينة مصرية قديمة تقع في صعيد مصر. احتوت المدينة على أبرز معبد للإله سوبك، إله التمساح، في بدايات عصر الدولة الوسطى.

## التعرف على الموقع
| z · mn | n · t · niwt |

| z · mn | n · t · niwt |

| z · mn · n | t · niwt |

| z · mn · n | t · niwt |

| G38 · G38 · G38 | niwt |

| G38 · G38 · G38 | niwt |

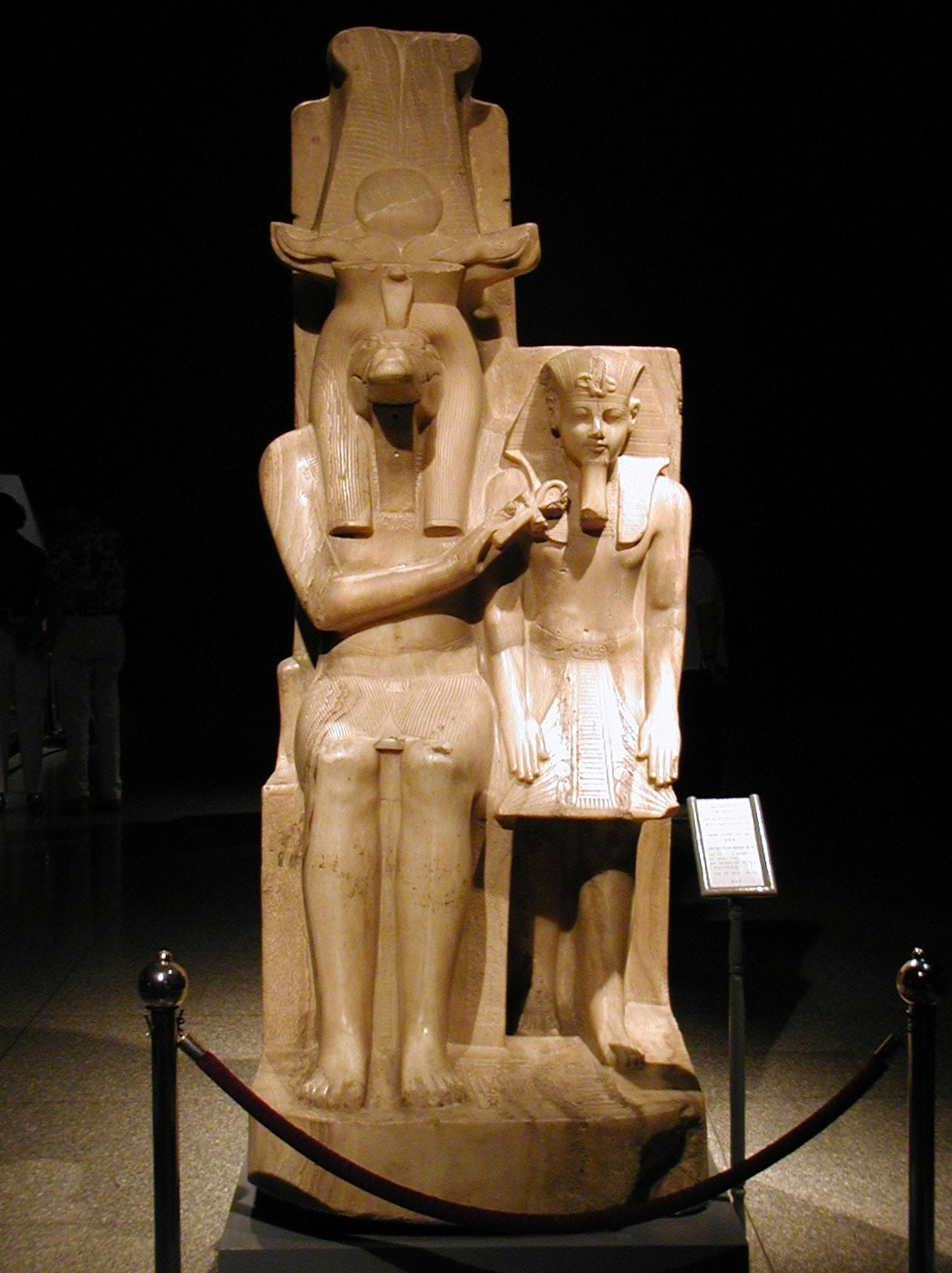
تمثال مزدوج لسوبك وأمنحتب الثالث، الذي كان في معبد سوبك في سومينو، وعُثر عليه في قرية الدهامشة المجاورة - حاليا في متحف الأقصر.

كانت هناك تساؤلات حول الموقع الدقيق للمدينة، إذ تم التعرف عليها بشكل مبدئي مع جبلين أو الرزيقات، حيث اقترح جاستون ماسبيرو الموقع الأخير. ومع ذلك، حُسمت هذه التساؤلات بفضل التنقيبات الأثرية التي بدأت في أواخر الستينيات، والتي سمحت في النهاية بتحديد سومينو في قرية أولاد مكي دهماش جنوب بلدة المحاميد قبلي الحديثة، الواقعة بين أرمنت وجبلين.
من المؤكد تقريبًا أن سومينو يجب أن تُعرَّف بـإميترو (ʼIwmìtrw)، وبالتالي أيضًا بـكروكوديلوبوليس (Κροκοδείλων πόλις)، التي كانت متميزة عن تلك الموجودة في الفيوم. ووفقًا لوصف سترابو في كتابه الجغرافيا، كانت تقع بين هيرمونثيس (أرمنت) وأفروديتوبوليس (جبلين). من المرجح أن سومينو كان الاسم الجغرافي الذي يشير إلى موقع المعبد، في حين كان اسم إميترو/كروكوديلوبوليس يشير إلى المدينة بأكملها. وفي العصور اللاحقة، أصبح اسم "سومينو" غير مستخدم.

## التاريخ
تعود أقدم الإشارات إلى سومينو إلى الأسرة الحادية عشرة، وتشير إلى وجود معبد للإله "سوبك، سيد سومينو"، مما يثبت وجود المعبد في تلك الفترة. وقد اقترح جان يويوت أن ازدهار عبادة سوبك خلال المملكة الوسطى كان بسبب الأصول الطيبية لحكام الأسرة الثانية عشرة أكثر من تعبير عن اهتمامهم بمنطقة الفيوم حيث شاعت عبادة سوبك لاحقًا.
في الواقع، أصبحت الأدوات التي تشير إلى "سوبك سومينو" شائعة خلال بدايات المملكة الوسطى، لكن مع عهد أمنمحات الثالث، تراجعت أهمية عبادة سوبك في سومينو لصالح عبادة "سوبك شدت"، المعروفو بالاسم اليوناني "كروكوديلوبوليس"، شمالاً في الفيوم.
استمر وجود المعبد في الدولة الحديثة، حيث أمر عدد من ملوك الأسرة الثامنة عشرة بإجراء أعمال فيه. ومع ذلك، بدأ المعبد يفقد أهميته تدريجيًا في العصور اللاحقة. وبعد عام 88 ق.م، تم هدم المعبد واستخدام مواده في بناء مدينة الطود القريبة.

## الفهرس
- Betrò, Marilina: Sobek a Sumenu in Pernigotti, Sergio & Zecchi, Marco (eds): Il coccodrillo ed il cobra. Aspetti dell'universo religioso egiziano nel Fayyum e altrove. Atti del colloquio, Bologna – 20/21 Aprile 2005. Imola, La Mandragora, pp. 91–102 (in Italian).